# 川田恵子
川田 恵子（かわた けいこ、1958年〈昭和33年〉8月29日 - 2013年〈平成25年〉11月16日）は、関西を中心に活動していた女性タレント・シンガーソングライター。かつては大阪テレビタレントビューロー（TTB）に所属していた。
愛称は「キャンディ（キャンディー）」「お恵（けい）さん」。

## 人物・略歴
大阪市旭区赤川出身。身長153cm。武庫川女子短期大学英文科を卒業。珠算2段と暗算4段の資格を有していた。
1979年に『とべとべヤングABC』（ABCラジオ、通称「とべヤン」）のオーディションに合格したことを機に、同番組のアシスタントとしてデビュー。その後は、1986年10月から1989年3月まで、ABCラジオの『おはようパーソナリティ道上洋三です』で5代目のアシスタントを担当。以降も、同局を中心に、多数のラジオ番組でパーソナリティやアシスタントとして出演した。
「とべヤン」のアシスタント時代の1979年に、同番組の企画でシングル曲「最後のフレーム」をリリース（「キャンディ」名義。ふたつのさくらンボ「ディスコ・ヤンリク」との両A面）。同番組と次枠番組『ABCヤングリクエスト』で人気を博した。2008年にアシスタントを務めた『浦川泰幸のとっておき情報』（ABCラジオのインフォマーシャル番組）では、京都の話題を扱うたびに、「祇園恵子（ぎおん けいこ）」というキャラクターを披露。「へぇ、ぎ・お・ん けいこで ございます」という挨拶とともに、芸妓言葉を真似ながら情報を紹介していた。
2013年7月6日からは、ABCラジオの深夜番組『もうすぐ夜明けABC』において、土曜深夜（日曜早朝）放送分のパーソナリティを1人で務めていた。しかし、持病の長期療養を理由に、同年9月7日放送分で降板した。『もうすぐ夜明けABC』降板から約2ヶ月後の2013年11月16日に脊髄神経膠腫で死去。55歳没。同月17日未明に放送された同番組で、川田の後任パーソナリティ・松葉沙矢佳が川田の訃報を伝えた。また、同日にABCラジオが開催したイベント「ABCラジオまつり」では、会場の万博記念公園に急遽祭壇が設けられた。

## 過去の出演番組
- 山崎弘士のおはようサンシャイン  （KBS京都ラジオ）ラジオカーレポーター
- コセン・キャンディーの今夜は無茶苦茶（KBS京都ラジオ）

以下の番組は、いずれもABCラジオで放送。
- とべとべヤングABC（アシスタント）[1]
- ミラクルおばさんのクルクル土曜日（アシスタント）
- ABC星空ワイド（木、金曜パーソナリティ）
- 青春キャンパス（文化放送制作・大阪担当キャンパスリーダー、関西ではABCラジオで放送）[1]
- 心の旅 遠くへ行きたい（『ABCヤングリクエスト』内のコーナー、進行役）
- おはようパーソナリティ道上洋三です（5代目アシスタント、1986年10月 - 1989年3月）[1]
- 歌はおまかせ小山乃里子です（番組途中まで金曜日のアシスタントとして出演）
- さわやか笑顔でマイホーム
- アベロクのどんまい!サンデー（アシスタント）
- 「とっておき情報」シリーズ（平日の午後に放送される5分間の情報番組、「銀瓶のとっておき情報」→「龍介のとっておき情報」→「柴田博のとっておき情報」→「浦川泰幸のとっておき情報」→「上田剛彦のとっておき情報」でアシスタントとして出演）
- ABC発午前1時（火曜日パーソナリティ、『もうすぐ夜明けABC』火曜日のパーソナリティと兼務）
- 征平・吉弥の土曜も全開!!（番組内の「ABCラジオショッピング」でショッピングキャスターを担当）
- もうすぐ夜明けABC（生前最後の出演番組、2013年9月7日まで土曜深夜＝日曜早朝放送分のパーソナリティを担当）

上記の番組以外にも、不定期で同局の生ワイド番組へ登場。2012年には、全国高校野球選手権大会中継で予定の全試合が中止になった日に、生放送の予備番組『サマースペシャル 川田恵子の夏の名曲時間旅行』でパーソナリティを務めた。